# Пролазни губитак свести
Пролазни губитак свести или синкопа (од грч. син - са и глагола грч. копто - сечем или прекидам), у пракси такође и колапс један је од симптома у неурологији који се дефинише као нагли и транзиторни губитак свести праћен губитком постуралног тонуса, услед глобалне хипоперфузије мозга. Спада међу најчешће разлоге кратког транзиторног губитка свести. Опоравак свести након синкопе обично подразумева готово тренутно враћање одговарајућег понашања, оријентације и менталних способности. Временски период комплетног губитка свести код типичне синкопе је веома кратак до 20 секунди. Ретко синкопа може трајати и неколико минута, а тада диференцијална дијагноза према другим узроцима губитка свести може бити јако тешка. Синкопа се мора разликовати од других стања која доводе до правог или привидног губитка свести.

## Патофизиологија синкопе
Основни заједнички патофизиолошки механизам који доводи до губитка свести је дифузна хипоперфузија можданог кортекса и ретикуларног активирајућег система, услед редукције системског артеријског притиска, а самим тим и можданог перфузионог притиска, због смањења срчаног минутног волумена и/или тоталног периферног васкуларног отпора. До синкопе може доћи услед пролазних поремећаја протективних механизама или због утицаја других фактора (лекови, хеморагија), који доводе до смањења систолног крвног притиска испод прага ауторегулације.

## Класификација синкопа
Синкопа се на основу узрока дели на више подврста у зависности од патофизиолошког механизма.

### Неурално-посредоване (рефлексне) синкопе
Неурално-посредоване, односно рефлексне синкопе су добиле назив по нервном рефлексу, који када се активира доводи до рефлексне вазодилатације и/или брадикардије, што резултује у системској хипотензији и можданој хипоперфузији. Сматра се да једна трећина особа у општој популацији доживи бар једном у животу рефлексну синкопу. Три основна типа рефлексне синкопе су: вазовагална синкопа, синкопа услед хиперсензитивности каротидног синуса и ситуациона синкопа.

#### Вазовагална (неурокардиогена) синкопа
Вазовагална синкопа је најчешћа синкопа из групе рефлексних синкопа. Јавља се услед нагло настале немогућности аутономног нервног система да одржи артеријски крвни притисак и понекад фреквенцу срчаног рада, на нивоу потребном да се очува адекватна мождана перфузија и стање свести. Основне карактеристике ове врсте синкопе су преципитирајући фактори и премониторни знаци и симптоми.
Преципитирајући фактори могу бити: бол (посебно током медицинских процедура), траума, интензивна физичка активност у топлој средини, страх, емоционални стрес, губитак крви, дуготрајно стајање без померања итд.
Непосредно пре настанка синкопе (назива се и пресинкопа) могу се јавити премониторни симптоми у виду: опште малаксалости, несвестице, презнојавања, замућења вида, главобоље, муке, као и осећаја хладноће или топлоте.
Премониторни знаци који се могу јавити у овом периоду су: бледило лица, зевање, дилатација зеница и узнемиреност.
Скоро трећина болесника (обично старијег животног доба) има благо изражене продроме или их уопште нема. Вазовагална синкопа се скоро увек јавља када особа седи или стоји, али се у неким случајевима може јавити и у хоризонталном положају (на пример, код флеботомије). Настанком синкопе долази до губитка свести и постуралног тонуса, а особа пада на тло уз млитавост екстремитета. Болесник је блед, орошен знојем, очи су отворене, са често присутном девијацијом очних јабучица нагоре, а зенице су проширене. Губитак свести је обично краткотрајан, али може бити и дужи нарочито код старијих особа (30 сек. до 5 мин.). Понекад се може јавити тоничка укоченост или неколико симетричних или асиметричних миоклоничких трзаја екстремитета, посебно ако болесник са синкопом остане у седећем или полуседећем положају („конвулзивна синкопа”). Ова моторна активност није епилептичке природе већ се претпоставља да настаје услед ослобађања центара у можданом стаблу од кортикалне инхибиције. ЕЕГ активност током синкопе показује генерализоване споре таласе високе амплитуде или заравњење. Након постављања болесника у хоризонтални положај долази до промптног опоравка свести. Нема појаве постикталне конфузности. Након доживљене синкопе болесник може бити блед, имати главобољу и осећај опште слабости и малаксалости. Мада честе или рекурентне епизоде неурокардиогене синкопе могу имати негативан ефекат на квалитет живота или могућност запослења, ова врста синкопе има бенигну прогнозу.

#### Синкопа услед хиперсензитивности каротидног синуса
Хиперсензитивност каротидног синуса се дефинише као „синкопа или пресинкопа која се јавља услед екстремног рефлексног одговора на стимулацију каротидног синуса”. Рефлексни одговор се састоји из две компоненте: кардиоинхибиторне услед повишеног парасимпатичког тонуса и вазодепресорне због смањене симпатичке активности. Мада је синдром редак пре 40. године, преваленца расте са годинама живота и присуством коморбидитета (кардиоваскуларна, цереброваскуларна или неуродегенеративна обољења). Углавном се јавља код мушкараца старијих од 60. године живота. Синкопа услед хиперсензитивности каротидног синуса се може јавити током окретања главе или притиска на каротидни синус (на пример током бријања, ношења тесних оковратника или шалова, туморске компресије итд.).

#### Ситуациона синкопа
Вагусом посредована синкопа може бити индукована миктурицијом, гутањем, дефекацијом или кашљањем. Миктурациона синкопа се јавља у усправном положају пре, у току или након уринирања. Обично се догађа у току ноћи када особа устане да мокри. Сличан, али знатно ређи, синдром се јавља након дефекације. Рефлекси можданог стабла који стимулишу вагус и индукују брадиаритмије могу довести до синкопе за време гутања или током напада интензивног бола у пределу тонзила са ирадијацијом у подручје ува (глософарингеална неуралгија).

### Ортостатска хипотензија
Ортостатска хипотензија је пад крвног притиска до кога долази током или након заузимања усправног положаја због немогућности аутономног нервног система да компензује венско пуњење у доњим екстремитетима. Ово доводи до редукованог враћања венске крви, смањеног срчаног волумена и церебралне хипоперфузије. Од дијагностичког значаја је пад систолног притиска ≥20 mm Hg или дијастолног притиска ≥10 mm Hg при заузимању усправног у односу на лежећи положај. Најчешћи узроци су: поремећаји функције аутономног нервног система који могу бити примарни или секундарни, употреба алкохола или лекова и смањење интраваскуларног волумена. Чешће се јавља код старијих особа услед редукције физиолошких функција у сенијуму (смањена сензитивност барорецептора) и употребе већег броја различитих медикамената (посебно вазоактивних лекова).

#### Губитак интраваскуларног волумена (хиповолемија)
Акутна хеморагија, посебно из гастроинтестиналног тракта, може довести до опште слабости, несвестице и губитка свести посебно ако је особа у стојећем положају или нагло устане. Уколико нема бола у стомаку, мелене или хематемезе, узрок губитка свести остаје нејасан све до пасаже црне столице. Дехидратација ретко доводи до синкопе, осим ако се особа не изложи физичком напору.

#### Синкопа услед употребе медикамената
Употреба медикамената често доводи до синкопе, посебно код старијих особа које користе већи број лекова. Најчешће су у питању антихипертензивни и антидепресивни лекови, али и други медикаменти (антиангинозни лекови, аналгетици, депресори централног нервног система итд.) могу довести до синкопе. За дијагнозу је најважније документовање нежељених фармаколошких ефеката који могу довести до синкопе (брадикардија или ортостатска хипотензија) или прекид употребе одређеног лека уз праћење болесника. Амбулаторно праћење крвног притиска може открити епизоде медикаментима изазване ортостатске хипотензије.

### Кардиогена синкопа
Синкопа која се јавља при физичкој активности или је повезана са лупањем срца указује на могући кардиогени узрок. Кардиогена синкопа се јавља из два главна разлога. Први разлог је структурно оштећење срца које доводи до опструкције протока крви у или из срчаних комора (на пример миксом, констриктивни перикардитис, аортна или плућна стеноза, хипертрофична кардиомиопатија), а други разлог су поремећаји срчаног ритма (брадиаритмије или тахиаритмије). Важно је нагласити да кардиогена синкопа може бити предзнак изненадне смрти. Због високе стопе морталитета у току првих шест месеци након епизоде кардиогене синкопе од преко 10%, потребна је брза и адекватна дијагностичка обрада. Код болесника са брадиаритмијама, премониторни симптоми који настају услед мождане хипоперфузије (несвестица, замагљење вида итд.) су најчешће одсутни због брзог смањења минутног волумена и изражене редукције можданог протока што резултује у наглом губитку свести. Одсуство кардиолошког обољења циљано извршеним анализама искључује кардиогени узрок синкопе у 97% болесника.

### Синкопе услед васкуларних, неуролошких и психијатријских узрока

#### Синдром „субклавијалне крађе“
Стеноза субклавијалне артерије може довести до ретроградног протока крви из вертебралне артерије ка једној руци, што резултује у хипоперфузији можданог стабла. Скоро је увек присутна изражена асиметрија у вредностима измереног крвног притиска између две руке (просечна разлика 45 mm Hg), а поремећај свести се јавља за време изражене физичке активности захваћене руке. Синкопа се током физичке активности може јавити и због кардиолошких узрока, па је веома важно установити да ли је синкопа код синдрома „субклавијалне крађе“ повезана са активношћу само једне руке и то оне са стенозираном субклавијалном артеријом на истој страни.

#### ТИА
Није још увек јасно да ли транзиторни исхемични атаци (ТИА) могу довести до губитка свести. Само ТИА у подручју вертебробазиларног слива може теоретски довести до губитка свести (хипоперфузија парамедијалног тегментума горњег дела можданог стабла, услед оклузије базиларне артерије), али су увек присутни и други знаци дисфункције можданог стабла који претходе или се јављају за време синкопе (вертиго, диплопије, хемифацијални или периорални поремећај сензибилитета, дизартрија, атаксија итд.). Опоравак свести може трајати и до 60 минута. Без ових елемената, ТИА у вертебробазиларном сливу је мало вероватна и додатна испитивања вертебробазиларне циркулације нису потребна.

#### Мигрена
Синкопе се могу јавити код скоро 10% особа које имају базиларну мигрену. Она може бити ортостатска манифестација или бити повезана са другим симптомима у сливу базиларне артерије. Поремећаји свести који се јављају у току атака базиларне мигрене трају знатно дуже од епизода синкопе и обично су праћени другим неуролошким знацима, тако да ретко долази до дијагностичке забуне са синкопом.

#### Иктална (епилептичким нападом изазвана) синкопа
Иктална синкопа означава транзијентан губитак свести и постуралног тонуса који се дешава у току епилептичког напада, пре или без појаве конвулзија. Представља драматичну и важну карактеристику Панајтопоулосовог синдрома (идиопатска бенигна склоност ка фокалним, углавном аутономним епилептичким нападима у дечјем узрасту), али је прогноза, као што је у називу синдрома истакнута, због транзиторности и бенигности одлична.
Друга, много опаснија врста кардиогених синкопа може да буде изазвана генерализованим тоничко-клоничким и ређе фокалним епилептичким нападом. Изражена депресија дисања и повишен интраторакални притисак или пражњења у аутономним центрима мозга током епилептичког напада могу да изазову срчане аритмије са брадикардијом или асистолијом. У неким случајевима је ради превенције нових асистолија морао бити уграђен стални пејсмејкер. Врло је вероватно да су бар неке од изненадних неочекиваних смрти код болесника са епилепсијом („СУДЕП“) последица овог механизма.

#### Психијатријски узроци
Психијатријски поремећаји могу утицати на појаву синкопе, односно подсећати на синкопу на више начина. Код болесника са генерализованим анксиозним поремећајем, паничним поремећајем или великом епизодом депресије, права рефлексна синкопа се може јавити због израженије склоности ових особа ка реакцијама услед активирања нервног рефлекса. Такође, лекови који се користе у лечењу психијатријских обољења, као што су фенотиазини или трициклични антидепресиви, могу довести до ортостатских поремећаја и настанка ортостатске синкопе.
Психогена псеудосинкопа (болесник се претвара да је изгубио свест) се обично јавља код болесника са паничним или конверзивним поремећајем или код особа које несвесно или свесно (рентна оријентисаност) симулирају губитак свести. Клиничке карактеристике које сугеришу психогену псеудосинкопу су: непостојање продрома, могућа секундарна добит, бизарни положаји или покрети, нормална пребојеност коже и продужени период нереактивности.
Псеудосинкопа се ретко јавља када је особа сама, нема инконтиненције, а ни повређивања. Већина болесника су млађег узраста (<30 год.) или имају дуготрајну историју конверзивног поремећаја. Треба напоменути да се дијагноза психогене псеудосинкопе поставља тек након елиминисања свих других органских узрока и да су честе дијагностичке грешке.

## Недефинисана синкопа
Код мањег броја особа са синкопом се до дијагнозе долази само на основу историје болести, прегледа и електрокарадиографског испитивања (вазовагална синкопа, ортостатска хипотензија, синкопа изазвана медикаментима, ситуациона синкопа итд.). Код већине болесника се до дефинитивне дијагнозе узрока синкопе долази тек након додатних дијагностичких тестова. Уколико се дијагноза не постави ни након тестова, ради се о непознатом узроку синкопе, односно о недефинисаној синкопи. Код особа са непознатим узроком синкопе најважније је утврдити да ли постоји срчано обољење или патолошке промене на ЕКГ-у. Код болесника без структурног срчаног обољења и са нормалним ЕКГ-ом треба мислити и на брадиаритмије или психијатријске узроке привидног транзиторног губитка свести. Продужени мониторинг је потребан код болесника са честим синкопама непознатог узрока, а чији симптоми сугеришу аритмогену синкопу.

## Дијагноза синкопе
Први корак у испитивању синкопе је пажљиво узета историја болести и детаљан преглед укључујући мерење ортостатског крвног притиска, што може да обави сваки лекар. Електрокардиографија (12-канални ЕКГ) се препоручује код свих особа које су имале синкопу, што уз допунску обуку такође може да обави сваки лекар. Иницијално испитивање треба да пружи одговор на два важна питања: да ли је узрок транзиторног губитка свести глобална хипоперфузија мозга, односно синкопа, и да ли постоји срчано обољење.
Код већине млађих особа без структурног оштећења срца, дијагноза неуралним рефлексом посредоване синкопе се може поставити без потребе за даљим испитивањима. Такође је веома важно утврдити да ли постоје одређене клиничке карактеристике које могу да упуте на одговарајућу дијагнозу. Треба истаћи да је веома тешко потпуно испитати узрок синкопе код старијих особа услед интеракције многобројних коегзистирајућих обољења, коришћења великог броја лекова и физиолошких оштећења као последице старења.
Вазовагална синкопа се дијагностикује ако су преципитирајући фактори (као што су страх, јак бол, емоционални стрес, медицинске интервенције или дуготрајно непомично стајање), повезани са типичним продромалним симптомима.
Ситуациона синкопа се дијагностикује ако се синкопа јавља за време или непосредно након мокрења, дефекације, кашљања или гутања.
Ортостатска синкопа се дијагностикује када постоји документована ортостатска хипотензија која је повезана са синкопом или пресинкопом. Мерење ортостатског крвног притиска се препоручује након што болесник проведе 5 мин. у лежећем положају. Затим се мерење понавља након 1 или 3 мин. док је болесник у стојећем положају. Мерење се може наставити и након 3 мин. ако крвни притисак и даље пада. Ако болесник не толерише усправан положај у овом временском периоду, забележити најнижи измерен систолни притисак за време усправног положаја. Смањење систолног притиска за 20 mm Hg или смањење апсолутне вредности систолног притиска на испод 90 mm Hg дефинишу ортостатску хипотензију, без обзира да ли се симптоми јављају или не.
Дијагноза синкопе услед хиперсензитивности каротидног синуса се може поставити масажом каротидног синуса, а тест се сматра позитивним ако се репродукује синкопа током или непосредно након масаже каротидног синуса у трајању од 5 до 10 секунди уз појаву пада систолног крвног притиска >50 mm Hg и/или појаве вентрикуларне паузе >3 секунде. Позитиван одговор је од дијагностичког значаја у одсуству неке друге прихватљивије дијагнозе.
Синкопа која је повезана са исхемијом срчаног мишића дијагностикује се ако су присутни одговарајући симптоми уз ЕКГ знаке акутне коронарне исхемије (са инфарктом миокарда или без њега), без обзира на механизам настанка.
Синкопа повезана са срчаним аритмијама дијагностикује се на основу ЕКГ-а када постоји:
- Синусна брадикардија <40/мин. или репетитивни синоатријални блокови или паузе у синусном ритму дуже од 3 секунде
- Алтернирајући леви и десни блок гране
- Брза пароксизмална суправентрикуларна или вентрикуларна тахикардија
- Поремећај рада пејсмејкера са срчаним паузама.

## Најважнији дијагностички тестови
Озбиљан проблем у евалуацији синкопе, која је транзиторни симптом а не болест, представља недостатак златног стандарда према коме би се могли поредити резултати осталих дијагностичких тестова.

### Лабораторијско испитивање крви
Рутински лабораторијски тестови (електролити, комплетна крвна слика, гликемија, уреа, креатинин) се због малог дијагностичког значаја не препоручују, осим код одређених стања која се идентификују на основу анамнезе и прегледа.

### Кардиолошки тестови
Тестови за откривање срчаних аритмија су: амбулаторни-Холтер мониторинг (до 72 часа), континуирани дуготрајни мониторинг (недељама и месецима) као и електрофизиолошки тестови (имају малу сензитивност и специфичност за дијагностиковање брадиаритмија). Холтер електрокардиографски мониторинг је индикован код болесника са структурним срчаним обољењем или честим симптомима, када постоји велика вероватноћа да је аритмија узрок синкопе. Код сумње на структурно оштећење срца потребно је урадити ехокардиографско испитивање и/или стрес тест. Ехокрадиографија је индикована код свих болесника са синкопом где се сумња на кардиолошко обољење.

### Масажа каротидног синуса
Дијагноза синкопе услед хиперсензитивности каротидног синуса се може поставити масажом каротидног синуса али се ово испитивање не сме вршити ако постоји каротидни шум, или податак о вентрикуларној тахикардији, скорашњем можданом удару или инфаркту миокарда. Масажа каротидног синуса се препоручује код болесника са синкопом старијих од 40. год, код којих узрок остане непознат након иницијалног испитивања. Уколико постоји ризик можданог удара због болести каротидне артерије, масажу треба избећи.
Током масаже каротидног синуса обавезан је електрокардиографски мониторинг и мерење крвног притиска.

### Тестирање уз помоћ тилт стола
Тестирање пасивним подизањем болесника уз помоћ посебног „тилт“ стола под углом од 60 до 800 у току 20-45 минута се често употребљава у евалуацији синкопе (посебно ако нема доказа за структурно срчано обољење као узрок синкопе). То је провокативни тест у коме се користи ортостатски стрес да би се одредила склоност ка настанку вазовагалне синкопе. Уколико дође до провоцирања хипотензивне епизоде којом се репродукују симптоми које има болесник током синкопе, тест се сматра позитивним.
Тилт тестирање је индиковано код једне епизоде синкопе непознатог узрока уколико је особа са високим ризиком (ризик од повређивања или професионални ризик - на пример пилоти итд.) или у случају рекурентних епизода у одсуству органског срчаног обољења. Ово тестирање може бити од користи и у разликовању конвулзивне синкопе од правих епилептичких напада, испитивању честих падова код старијих особа и евалуацији пресинкопе или синкопе код болесника са аутономном неуропатијом.

### Електроенцефалографија
Иако је почетком осамдесетих година прошлог века електроенцефалографија била основна метода у испитивању болесника са синкопом, њена је улога у евалуацији особа са синкопом мала. Клиничке студије су показале да електроенцефалограм пружа дијагностичке информације код само 2% неселектираних болесника који су испитивани због епизоде синкопе, пресинкопе или нејасног пада. Скоро сви болесници код којих је ЕЕГ био од дијагностичког значаја имали су симптоме који указују на епилептичку природу поремећаја свести.

### CT мозга
Компјутеризована томографија (CТ) главе је у више клиничких студија (које су обухватиле укупно 195 особа које су испитиване због епизоде синкопе или су имале податак о епилептичком нападу у историји болести), била од дијагностичког значаја код око 4% болесника. Скоро сви болесници са патолошким CТ-ом мозга су имали абнормалан неуролошки налаз и/или епилептичке нападе.

### Психијатријско испитивање
Психијатријско испитивање се препоручује када симптоми сугеришу психогену псеудосинкопу или ако болесник од раније има неки психијатријски поремећај.
Код особа са сумњом на психогени узрок привидног губитка свести, односно псеудосинкопу, препоручује се трагање за најчешћим менталним обољењима која доводе до ове врсте синкопе: анксиозност, депресија или конверзивни поремећај. Показано је да се неки психијатарски поремећаји, као што је конверзивни поремећај, могу репродуковати у облику психосоматског одговора на тестирање помоћу тилт-стола (привидни симптоми синкопе код болесника са нормалним виталним знацима). Постоји такође и значајна клиничка корелација између симптома индукованих хипервентилацијом и психогених узрока синкопе.

## Диференцијална дијагноза синкопе
Синкопа се мора разликовати од других стања или поремећаја који могу довести до правог или привидног транзиторног губитка свести. Термин синкопа треба користити само за транзиторне губитке свести код којих је глобална церебрална хипоперфузија највероватнији патофизиолошки узрок.
| Најчешћи поремећаји који доводе до дијагностичке забуне са синкопом |
| --- |
| Поремећаји који не доводе до губитка или измене стања свести - Падови - Катаплексија - Дроп атаци - Психогена псеудосинкопа - Психогени неепилептички напади - Транзиторни исхемични атаци у каротидном сливу Поремећаји који доводе до измене стања свести или комплетног губитка свести - Метаболички поремећаји (хипогликемија, хипоксија, хипонатремија) - Епилепсија - Интоксикације - Вертебро-базиларни исхемијски атаци |

### Диференцијална дијагноза синкопе и епилептичког напада
У клиничкој пракси, код болесника са нејасном епизодом транзиторног губитка свести најчешће је потребно да се направи диференцијална дијагноза између синкопе и епилептичког напада. Диференцијација ова два узрока епизодног губитка свести је од критичне важности због даљег испитивања, лечења и прогнозе ових поремећаја.
Клиничке карактеристике које могу бити од помоћи у диференцијалној дијагнози између епилептичких напада и синкопе
| Клиничке карактеристике        | Епилепсија                                                            | Синкопа                                                                                     |
| ------------------------------ | --------------------------------------------------------------------- | ------------------------------------------------------------------------------------------- |
| Преципитирајући фактор         | треперава светлост, неспавање                                         | емоционални стрес, бол, дуже стајање                                                        |
| Положај тела                   | није од значаја                                                       | углавном усправан, сем код кардиогених синкопа                                              |
| Време јављања                  | у будности и спавању                                                  | у будности                                                                                  |
| Трајање                        | кратко                                                                | дуже, постепен развој                                                                       |
| Аура или премониторни симптоми | непријатан мирис, неодређен непријатан осећај у стомаку               | наузеја, повраћање, бледило, осећај хладноће, презнојавање, „мутноћа у глави”, замагљен вид |
| Период без свести              | минути                                                                | секунде                                                                                     |
| Боја коже                      | цијаноза или нормална боја                                            | бледило                                                                                     |
| Конвулзије                     | уобичајене, продуженог трајања, почетак коинцидира са губитком свести | ретко, увек кратког трајања (<15 сек.) и јављају се након губитка свести                    |
| Повреде                        | честе код конвулзивних напада                                         | ретке, сем код кардиогених синкопа                                                          |
| Угриз језика                   | често, обично ивица језика                                            | ретко, обично врх                                                                           |
| Симптоми након враћања свести  | продужена конфузност, болови у мишићима, главобоља, поспаност         | нема конфузности, мучнина, повраћање, бледило, малаксалост                                  |

## Болничко испитивање синкопе
На дијагностичко испитивање у болничким условима треба да се приме болесници који имају структурно оштећење срца, симптоме који указују на аритмију или исхемију (палпитације или стенокардију) или патолошки налаз на ЕКГ-у. Особе за које се може са сигурношћу претпоставити да имају неуралним рефлексом посредовану синкопу, као и они болесници који немају структурно срчано обољење или патолошки ЕКГ могу се испитивати амбулантно.